# ТЕС Ель-Касим
26°12′27″ пн. ш. 44°0′37″ сх. д. / 26.20750° пн. ш. 44.01028° сх. д.
ТЕС Ель-Касим — теплова електростанція у центральній частині Саудівської Аравії.
До 2004 року на майданчику станції стали дві черги, що використовували встановлені на роботу у відкритому циклі 15 газових турбін загальною потужністю 761,3 МВт – дев’ять Westinghouse 501 D4 одиничною потужністю від 62,4 МВт до 64,6 МВт та шість General Electric одиничною від 57,2 МВт до 58,5 МВт.
В 2013-му майданчик підсилили за рахунок ще 12 газових турбін одиничною потужністю біля 60 МВт. Кілька років вони працювали у відкритому циклі, а в 2017 – 2018т роках перейшли на роботу у складі трьох парогазових блоків комбінованого циклу потужністю по 340 МВт, в кожному з яких 4 газові турбіни живлять через відповідну кількість котлів-утилізаторів одну парову турбіну з показником 100 МВт. Як наслідок, сукупна потужність станції перевищила 1780 МВт
Тривалий час електростанція була розрахована на споживання лише нафтопродуктів. Втім, створені у 2010-х роках парогазові блоки повинні бути переведені на природний газ, для постачання якого призначений трубопровід Схід-Захід – Ель-Касим. 
Видача продукції відбувається по ЛЕП, що працює під напругою 132 кВ.